# Ericentrodea corazonensis
Ericentrodea corazonensis là một loài thực vật có hoa trong họ Cúc. Loài này được (Hieron.) S.F.Blake & Sherff mô tả khoa học đầu tiên năm 1923.